# Szendehely
Szendehely is een plaats (község) en gemeente in het Hongaarse comitaat Nógrád. Szendehely telt 1466 inwoners (2001).